# Mikulicze (Polska)
Mikulicze – wieś w Polsce położona w województwie podlaskim, w powiecie siemiatyckim, w gminie Milejczyce.

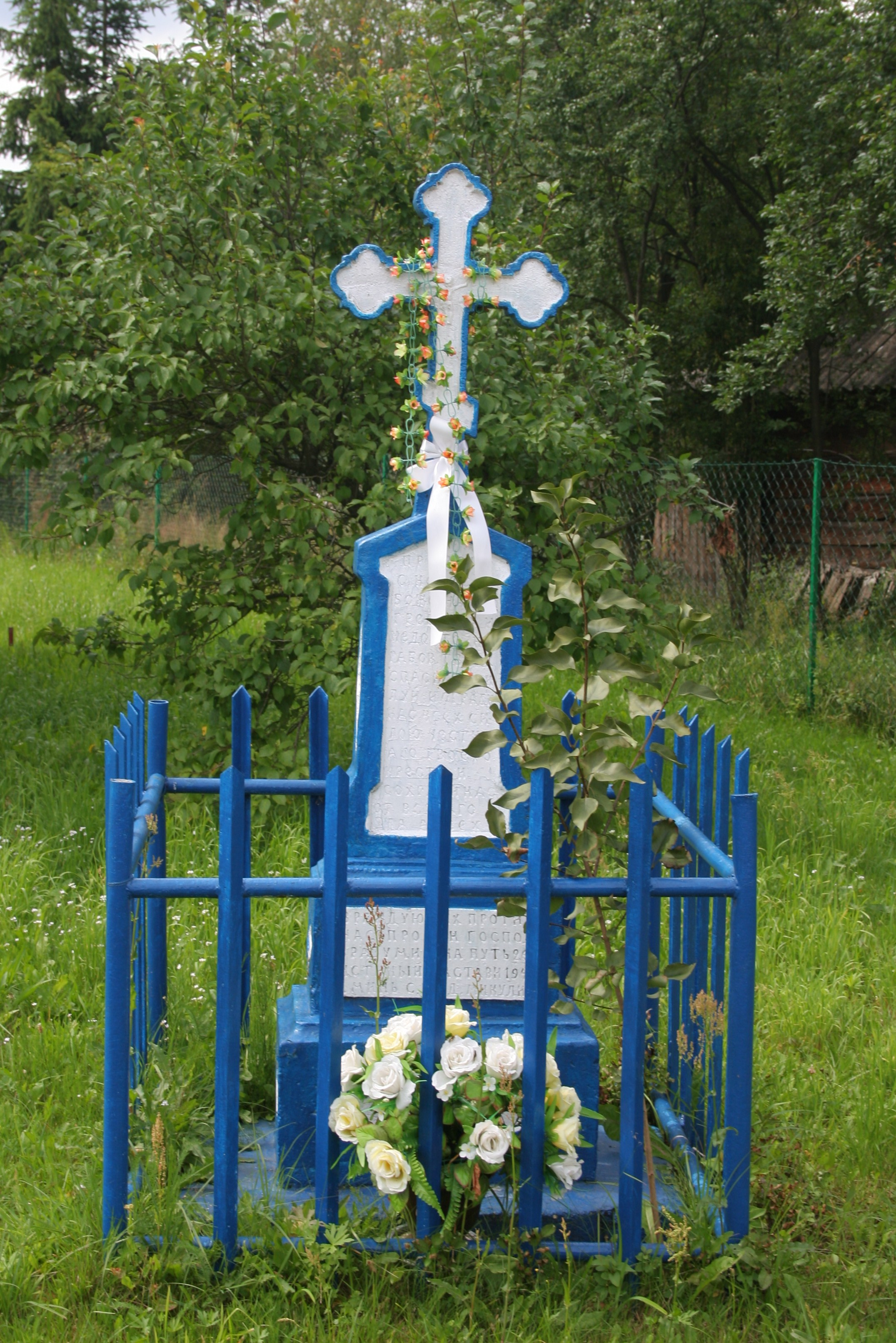
Krzyż wotywny

Według Pierwszego Powszechnego Spisu Ludności, przeprowadzonego w 1921 roku, wieś Mikulicze zamieszkiwało 165 osób (83 kobiety i 82 mężczyzn) w 34 domach, wszyscy mieszkańcy wsi zadeklarowali wówczas białoruską przynależność narodową oraz wyznanie prawosławne. W okresie międzywojennym miejscowość znajdowała się w powiecie bielskim.
W latach 1975–1998 miejscowość administracyjnie należała do województwa białostockiego.
Prawosławni mieszkańcy wsi należą do parafii Narodzenia Najświętszej Maryi Panny w Rogaczach, a wierni kościoła rzymskokatolickiego do parafii św. Stanisława w Milejczycach.